# Bakakte
Bakakte est une localité camerounaise située dans la région du Littoral, dans le département du Moungo et dans l'arrondissement du Nlonako.

## Population et développement

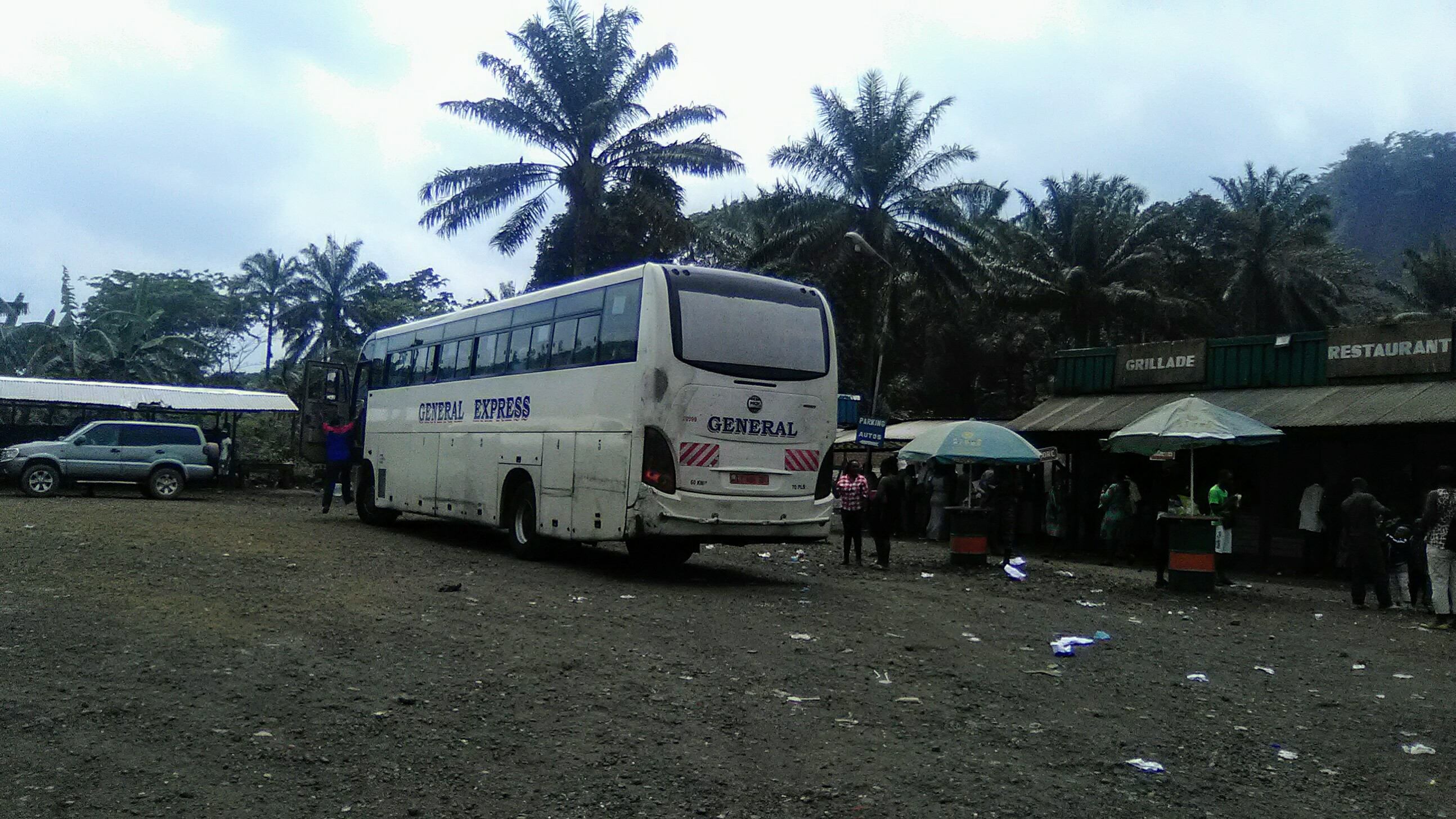
Kutenda Center, une aire de repos le long de la RN 5.

En 1967, la population de Bakakte était de 434 habitants, essentiellement des Bakaka. Lors du recensement de 2005, elle était de 185 habitants. Une étude locale publiée en 2012 fait état de 4 750 personnes.